# Deer Park (Texas)
Deer Park è un centro abitato degli Stati Uniti d'America situato nella contea di Harris dello Stato del Texas.
La popolazione era di 32.010 persone al censimento del 2010. Fa parte dell'area metropolitana di Houston–The Woodlands–Sugar Land.

## Geografia fisica
Deer Park è situata a 29°41′31″N 95°07′05″W (29.692003, -95.118108). Secondo lo United States Census Bureau, ha un'area totale di 10,4 miglia quadrate (27 km²).
Deer Park confina con le città di Pasadena e La Porte a est, a sud, e ovest, e con lo Houston Ship Channel, a nord.

## Società

### Evoluzione demografica
Secondo il censimento del 2000, c'erano 28.520 persone, 9.615 nuclei familiari e 7.941 famiglie residenti nella città. La densità di popolazione era di 2.752,7 persone per miglio quadrato (1.062,9/km²). C'erano 9.921 unità abitative a una densità media di 957,6 per miglio quadrato (369,7/km²). La composizione etnica della città era formata dal 90,01% di bianchi, l'1,31% di afroamericani, lo 0,41% di nativi americani, l'1,13% di asiatici, lo 0,13% di isolani del Pacifico, il 5,25% di altre razze, e l'1,76% di due o più etnie. Ispanici o latinos di qualunque razza erano il 15,22% della popolazione.
C'erano 9.615 nuclei familiari di cui il 43,6% aveva figli di età inferiore ai 18 anni, il 66,8% aveva coppie sposate conviventi, l'11,5% aveva un capofamiglia femmina senza marito, e il 17,4% erano non-famiglie. Il 14,0% di tutti i nuclei familiari erano individuali e il 4,2% aveva componenti con un'età di 65 anni o più che vivevano da soli. Il numero di componenti medio di un nucleo familiare era di 2,93 e quello di una famiglia era di 3,23.
La popolazione era composta dal 29,0% di persone sotto i 18 anni, il 9,4% di persone dai 18 ai 24 anni, il 30,3% di persone dai 25 ai 44 anni, il 23,9% di persone dai 45 ai 64 anni, e il 7,4% di persone di 65 anni o più. L'età media era di 35 anni. Per ogni 100 femmine c'erano 98,7 maschi. Per ogni 100 femmine dai 18 anni in giù, c'erano 96,2 maschi.
Il reddito medio di un nucleo familiare era di 61.334 dollari e quello di una famiglia era di 66.516 dollari. I maschi avevano un reddito medio di 50.867 dollari contro i 30.926 dollari delle femmine. Il reddito pro capite era di 24.440 dollari. Circa il 4,0% delle famiglie e il 5,6% della popolazione erano sotto la soglia di povertà, incluso il 5,4% di persone sotto i 18 anni e il 4,9% di persone di 65 anni o più.